# Station Saint-Jean-d'Angély
Station is een spoorwegstation in de Franse gemeente Saint-Jean-d'Angély.